# 프린스 필더
프린스 필더(Prince Semien Fielder, 1984년 5월 9일 ~ )은 아메리칸 리그 전 텍사스 레인저스의 선수이다. 전 클리블랜드 인디언스의 야구 선수 세실 필더(Cecil Fielder)의 아들이다. 메이저 리그에서 한 시즌 50홈런을 기록한 최연소 선수로 기록되어 있다. 목에 한글로 '왕자'라는 문신을 했다.

## 메이저 리그

### 역대 4번째 규모의 FA 계약
2012년 1월 25일 디트로이트 타이거스와 9년간 총 2억 1,400만 달러에 계약하면서, 알렉스 로드리게스(2차례), 알버트 푸홀스에 이어서 4번째 규모 FA 계약의 주인공이 되었다.

### 텍사스 레인저스
2013년 11월 21일에 있었던 디트로이트 타이거스와 텍사스 레인저스간의 대형 트레이드에서 이언 킨슬러와 함께 유니폼을 바꿔입게 되었다.

## 연도별 타격 성적
| 연 도      | 소 속      | 경 기 | 타 석 | 타 수 | 득 점 | 안 타 | 2 루 타 | 3 루 타 | 홈 런 | 루 타 | 타 점 | 도 루 | 도 루 자 | 희 생 번 | 희 생 플 | 볼 넷 | 고 4 | 사 구 | 삼 진 | 병 살 타 | 타 율 | 출 루 율 | 장 타 율 | O P S |
| ---------- | ---------- | ----- | ----- | ----- | ----- | ----- | ------- | ------- | ----- | ----- | ----- | ----- | -------- | -------- | -------- | ----- | ---- | ----- | ----- | -------- | ----- | -------- | -------- | ----- |
| 2005년     | MIL        | 39    | 62    | 59    | 2     | 17    | 4       | 0       | 2     | 27    | 10    | 0     | 0        | 0        | 1        | 2     | 0    | 0     | 17    | 0        | .288  | .306     | .458     | .764  |
| 2006년     | MIL        | 157   | 648   | 569   | 82    | 154   | 35      | 1       | 28    | 275   | 81    | 7     | 2        | 0        | 8        | 59    | 5    | 12    | 125   | 18       | .271  | .347     | .483     | .831  |
| 2007년     | MIL        | 158   | 681   | 573   | 109   | 165   | 35      | 2       | 50    | 354   | 119   | 2     | 2        | 0        | 4        | 90    | 21   | 14    | 121   | 9        | .288  | .395     | .618     | 1.013 |
| 2008년     | MIL        | 159   | 694   | 588   | 86    | 162   | 30      | 2       | 34    | 298   | 102   | 3     | 2        | 0        | 10       | 84    | 12   | 19    | 134   | 12       | .276  | .372     | .507     | .889  |
| 2009년     | MIL        | 162   | 719   | 591   | 103   | 177   | 35      | 3       | 46    | 356   | 141   | 2     | 3        | 0        | 9        | 110   | 21   | 9     | 138   | 14       | .299  | .412     | .602     | 1.014 |
| 2010년     | MIL        | 161   | 714   | 578   | 94    | 151   | 25      | 0       | 32    | 272   | 83    | 1     | 0        | 0        | 1        | 114   | 17   | 21    | 138   | 17       | .261  | .401     | .471     | .872  |
| 2011년     | MIL        | 162   | 692   | 569   | 95    | 170   | 36      | 1       | 38    | 322   | 120   | 1     | 1        | 0        | 6        | 107   | 32   | 10    | 106   | 17       | .299  | .415     | .566     | .981  |
| 2012년     | DET        | 162   | 690   | 581   | 83    | 182   | 33      | 1       | 30    | 307   | 108   | 1     | 0        | 0        | 7        | 85    | 18   | 17    | 84    | 19       | .313  | .412     | .528     | .940  |
| 2013년     | DET        | 162   | 712   | 624   | 82    | 174   | 36      | 0       | 25    | 285   | 106   | 1     | 1        | 0        | 4        | 75    | 5    | 9     | 117   | 20       | .279  | .362     | .457     | .819  |
| 2014년     | TEX        | 42    | 178   | 150   | 19    | 37    | 8       | 0       | 3     | 54    | 16    | 0     | 0        | 0        | 1        | 25    | 11   | 2     | 24    | 5        | .247  | .360     | .360     | .720  |
| 2015년     | TEX        | 158   | 693   | 613   | 78    | 187   | 28      | 0       | 23    | 284   | 98    | 0     | 0        | 0        | 5        | 64    | 14   | 11    | 88    | 21       | .305  | .378     | .463     | .841  |
| 통산：11년 | 통산：11년 | 1522  | 6483  | 5495  | 833   | 1576  | 305     | 10      | 311   | 2834  | 984   | 18    | 11       | 0        | 56       | 815   | 163  | 117   | 1092  | 146      | .287  | .387     | .516     | .903  |

- 2014시즌 종료 기준
- 각년도의 굵은 글씨는 시즌 최고 성적.

## 수상 경력
- 2012년 아메리칸리그(AL) 실버슬러거 1루수부문 수상
- 2012년 메이저 리그 올스타전 홈런더비 우승
- 2011년 내셔널리그(NL) 실버슬러거 1루수부문 수상
- 2011년 메이저 리그 올스타게임 최우수선수(MVP) 수상
- 2011년 6월 내셔널리그 이달의 선수상 수상
- 2009년 메이저 리그 올스타전 홈런더비 우승
- 2007년 내셔널리그 홈런, 장타율 1위
- 2007년 내셔널리그(NL) 실버슬러거 1루수부문 수상
- 2007년 5월 내셔널리그 이달의 선수상 수상

## 은퇴
2016년 8월 11일 두 아들 제이딘,헤이븐 그리고 에이전트 스캇 보라스와 함께 기자회견장에 들어선 필더는 목에는 보호대를 하고 2014년부터 계속된 목부상 때문에
32세의 나이로 은퇴를 발표하였다. 2014년 첫번째 수술 후 지난 7월 30일 두번째 수술을 받았다.
목 부위 수술이 운동 선수에게 치명적인데다 현재의 상태로는 야구를 지속할 경우 생명에도 위협을 받을 수 있다는 의료진의 권고에 따라 은퇴를 발표하였다.

## 참조
1. ↑  “Prince Fielder Statistics and History” (영어). baseballreference. 2016년 1월 26일에 확인함.